# Vojna sigurnosno-obavještajna agencija
Vojna sigurnosno-obavještajna agencija (skraćeno VSOA) jedna je od dvije sigurnosno-obavještajne agencije u Republici Hrvatskoj, a pokriva vojno područje sigurnosnog i obavještajnog rada u zemlji i inozemstvu. VSOA je ustrojstvena jedinica Ministarstva obrane Republike Hrvatske zadužena za planiranje i provođenje potpore Ministarstvu obrane i Oružanim snagama za izvršenje zadaća obrane opstojnosti, suvereniteta, neovisnosti i teritorijalne cjelovitosti Republike Hrvatske.
S radom je započela 17. kolovoza 2006. stupanjem na snagu Zakona o sigurnosno-obavještajnom sustavu Republike Hrvatske, a slijednica je Vojne sigurnosne agencije (VSA).

## Zadaće i ovlasti
Temeljna uloga i djelokrug rada Vojne sigurnosno-obavještajne agencije proizlazi iz Strategije nacionalne sigurnosti, Strategije obrane, Godišnjih smjernica za rad sigurnosno-obavještajnih agencija i zakona koji reguliraju rad sigurnosno-obavještajnih agencija.
Vojna sigurnosno-obavještajna agencija ima ovlasti prikupljanja vojnih obavještajnih podataka te je zadužena za protuobavještajnu zaštitu i sigurnost djelatnika Ministarstva obrane i pripadnika Oružanih snaga.
Agencija nema represivne ovlasti. Rad se sastoji u posebnim oblicima prikupljanja tajnih i javnih podataka od značaja za nacionalnu sigurnost u vojnoj sferi, obradi i analizi tih podataka i pružanju informacijske potpore donositeljima političkih odluka i državnim tijelima koja primjenjuju zakone u područjima koja su od interesa i značaja nacionalne sigurnosti.

### Obavještajna djelatnost
VSOA je zadužena, u okviru obavještajne djelatnosti za prikupljanje, analizu, obrađivanje i ocjenjivanje podataka o vojskama i obrambenim sustavima drugih zemalja, o vanjskim pritiscima koji mogu imati utjecaj na obrambenu sigurnost te aktivnostima u inozemstvu koje su usmjerene na ugrožavanje obrambene sigurnosti zemlje, o pojedincima, skupinama, aktivnostima i procesima koji imaju ili mogu imati utjecaja na sigurnost Republike Hrvatske ili sigurnost pripadnika Oružanih snaga u mirovnim operacijama. 

### Protuobavještajna i sigurnosna djelatnost
U okviru protuobavještajne i sigurnosne djelatnosti VSOA na području Republike Hrvatske prikuplja, analizira, obrađuje i ocjenjuje podatke o namjerama, mogućnostima i planovima djelovanja pojedinih osoba, grupa i organizacija u zemlji kojima je cilj ugrožavanje obrambene moći države te poduzima mjere otkrivanja, praćenja i suprotstavljanja ovakvim aktivnostima.

## Ravnatelji
Dosadašnji ravnatelji VSOA-e:
- Gordan Čačić, 2006. – 2008.
- general pukovnik Darko Grdić, 16. srpnja 2008. – 16. srpnja 2012.
- brigadni general Zdravko Klanac, 17. srpnja 2012. – 9. srpnja 2015.
- Ivica Kinder, 10. srpnja 2015. – 10. srpnja 2023.
- Ante Kujundžić, 11. srpnja 2023. – 10. kolovoza 2023.
- brigadni general Ivan Turkalj, 10. kolovoza 2023. –